# Fatick
Fatick est une ville de l'ouest du Sénégal, située entre M'bour et Kaolack.

## Toponymie
La ville de Fatick au Sénégal et la région et le département du même nom tirent leur nom d'un matriclan sérère « Fatik » — qui dérive du terme sérère « Fati Ubadik » — ce qui signifie « nous avons encore beaucoup à faire ».

## Histoire
Sur la commune, plusieurs sites ont été classés Monuments historiques. 
Il s'agit de Mind Ngo Mindiss, un site de libations et d’offrandes, situé sur le Sine ; Ndiobaye, un lieu de cérémonies traditionnelles ; Jab Ndeb, un arbre sacré situé à Ndiaye-Ndiaye ; les trois bâtiments abritant la Maison luthérienne, la préfecture et le tribunal.

## Administration
C'est la préfecture de la région de Fatick et du département de Fatick.

### Liste des maires
Les maires de Fatick sont :
- 1964 : Amacodou Birame Diouf
- 1970 : Alioune Sène
- 1974 : Macky Gassama
- 1980 : Cheikh Kassé
- 1984 : Macky Gassama
- 1990 : Macky Gassama
- 1996 : Mamadou Diattara
- 1998 : Mbagnick Diouf
- 2001 : Macky Sall
- depuis 2012 : Matar Bâ

## Géographie
Les localités les plus proches sont Nerane, Poukham, Mbirk et Poukham Tok.
Dakar, la capitale, se trouve à 155 km.

### Population
Lors des recensements de 1988 et 2002, la population s'élevait respectivement à 18 416 et 23 149 habitants.
En 2007, selon les estimations officielles, Fatick compterait 24 855 personnes.
En 2017, la population de Fatick est estimée à 813 542 habitants, répartis ainsi : les hommes : 403 666, les femmes : 409 876 avec un taux de 5,3  pour cent au niveau national (selon les chiffres officiels de l'Agence nationale de la statistique et de la démographie (ANSD) 2017).

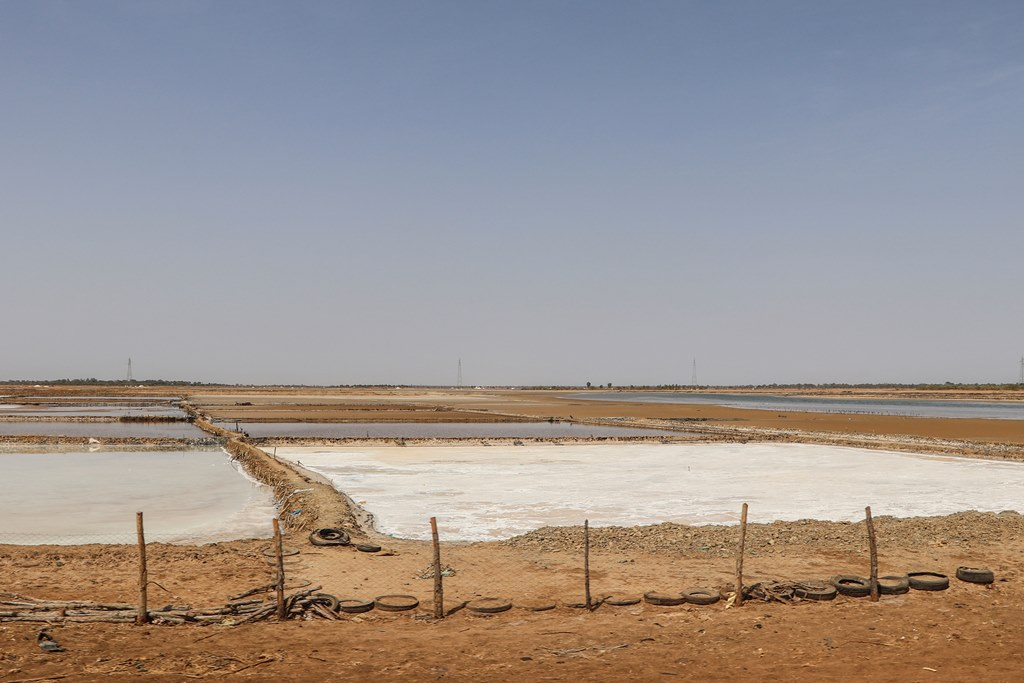
Marais salants à Fatick au bord du Sine.

### Économie
Depuis que l'arachide est en perte de vitesse, les marais salants sont la principale ressource locale.

## Administration
En mai 2012, le maire Matar Bâ (APR-Yaakaar) succède à Macky Sall nouvellement élu à la Présidence de la République.

## Jumelages
Des relations privilégiées existent avec Montoir-de-Bretagne (Loire-Atlantique, France), dans le cadre de l'association du "Club Sénégal" du collège René Guy Cadou ainsi qu'avec l'association "Les Pirogues du Cœur" qui soutient l'école élémentaire de Sagne en ayant rétabli la cantine scolaire 2 jours par semaine et l'envoi de fournitures scolaires.
Mame Mélanie Loquais, née en à Saint-Hilaire de Chaléons (Loire-Atlantique, France) en 1895, est une sœur de la mission catholique de Fatick qui contribua à partir de 1946 à la création d'une école qui porte encore son nom : école de Mame Mélanie FATICK. Elle est décédée et repose à Fatick depuis 1996.

## Personnalités nées à Fatick
- Coumba Ndoffène Bouna Diouf, ministre et président du Conseil régional.
- Cheikh Diouf (1949-), artiste plasticien.
- Macky Gassama, député-maire honoraire.
- Alioune Badara Mbengue (1924-1992), ministre.
- Patrick Richard (1959-), musicien
- Macky Sall (1961-), maire de Fatick de 2009 à 2012, 4e président de la République du Sénégal.
- Ousmane Sarr (1986-), footballeur.
- Abdoulaye Sene, président du Conseil régional
- Fatou Diouf, député
- Babacar Touré (1951-2020), journaliste et homme d'affaires.
- Boucar Diouf, biologiste, animateur de télévision et conteur.
- Biram Faye, ministre-conseiller
- Insa Dièye, président de l'Union nationale des Chambres de Métiers
- Amadou Diégane Sarr, écrivain et réalisateur
- Sory Kaba, homme politique
- Ousmane Sakho, acteur culturel et sportif
- Abou Senghor, entraineur de football
- Mame Adama Ndour, vice président de la fédération sénégalaise de football et président du Diamono football club
- Sitor Ndour, homme politique
- Oumar Paille, footballeur
- Abdou Wahab Ndiaye, juriste, écrivain et professeur de droit à l'université Cheikh Anta Diop de Dakar
- Mamadou Biguine Guèye, journaliste et écrivain